# Kankakee County
Das Kankakee County ist ein County im US-amerikanischen Bundesstaat Illinois. Im Jahr 2010 hatte das County 113.449 Einwohner und eine Bevölkerungsdichte von 64,7 Einwohnern pro Quadratkilometer. Der Verwaltungssitz (County Seat) ist Kankakee.

## Geografie
Das County liegt im Nordosten von Illinois und grenzt im Osten an Indiana. Es hat eine Fläche von 1765 Quadratkilometern, wovon zwölf Quadratkilometer Wasserfläche sind.
Durch das rund 70 Kilometer südlich von Chicago gelegene County verläuft mit der Interstate 57 die kürzeste Verbindung von Chicago nach Memphis.
An das Kankakee County grenzen folgende Nachbarcountys:
| Grundy County     | Will County     | Lake County (Indiana)   |
| Livingston County |                 | Newton County (Indiana) |
| Ford County       | Iroquois County |                         |

Das County wird vom Office of Management and Budget zu statistischen Zwecken als Kankakee, IL Metropolitan Statistical Area geführt.

### Flüsse

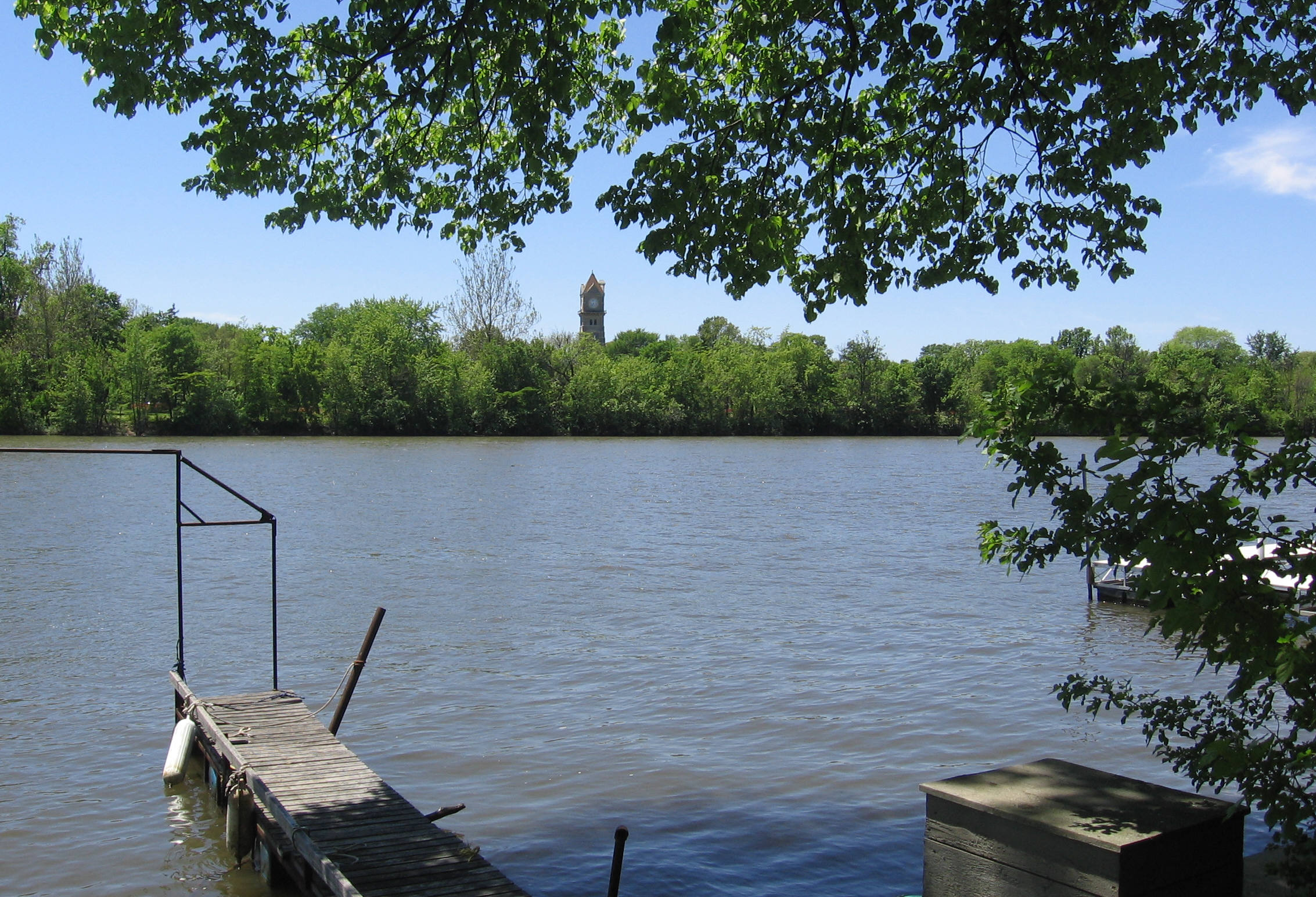
Kankakee River

In Ost-West-Richtung wird das County von dem aus Indiana kommenden Kankakee River durchflossen, einem der beiden Quellflüsse des Illinois River. Im Zentrum des Countys mündet mit dem Iroquois River der ebenfalls aus Indiana kommende größte Nebenfluss des Kankakee River.

## Geschichte
Lange bevor die ersten weißen Siedler 1834 hier ankamen, war dies das Gebiet der Pottawatomi-Indianer.
Das Kankakee County wurde am 11. Februar 1853 aus dem südlichen Teil des Will County und den nördlichen Teil des Iroquois County gebildet. Benannt wurde das County nach dem Kankakee River.
1855 bekam das County durch die Illinois Central Railroad Anschluss an die Eisenbahn und hatte 1900 ca. 13.500 Einwohner. Bisher kamen drei Gouverneure von Illinois aus dem Kankakee County: Len Small, Samuel H. Shapiro und George Ryan.

## Demografische Daten
Nach der Volkszählung im Jahr 2010 lebten im Kankakee County 113.449 Menschen in 41.086 Haushalten. Die Bevölkerungsdichte betrug 64,7 Einwohner pro Quadratkilometer. In den 41.086 Haushalten lebten statistisch je 2,64 Personen.
Ethnisch betrachtet setzte sich die Bevölkerung zusammen aus 81,3 Prozent Weißen, 15,5 Prozent Afroamerikanern, 0,4 Prozent amerikanischen Ureinwohnern, 1,0 Prozent Asiaten sowie aus anderen ethnischen Gruppen; 1,8 Prozent stammten von zwei oder mehr Ethnien ab. Unabhängig von der ethnischen Zugehörigkeit waren 9,2 Prozent der Bevölkerung spanischer oder lateinamerikanischer Abstammung.
25,0 Prozent der Bevölkerung waren unter 18 Jahre alt, 61,3 Prozent waren zwischen 18 und 64 und 13,7 Prozent waren 65 Jahre oder älter. 50,9 Prozent der Bevölkerung war weiblich.

Das jährliche Durchschnittseinkommen eines Haushalts lag bei 49.266 USD. Das Pro-Kopf-Einkommen betrug 23.190 USD. 15 Prozent der Einwohner lebten unterhalb der Armutsgrenze.

## Ortschaften im Kankakee County
Citys
- Kankakee
- Momence

Villages
| - Aroma Park - Bonfield - Bourbonnais - Bradley - Buckingham | - Cabery1 - Chebanse2 - Essex - Grant Park - Herscher | - Hopkins Park - Irwin - Limestone - Manteno - Reddick3 | - St. Anne - Sammons Point - Sun River Terrace - Union Hill |

Unincorporated Communities
| - Ahern - Altorf - Clarke City - Deselm - Dickeys - Doney - Edgetown | - Eldridge - Exline - Flickerville - Frielings - Garden of Eden - Goodrich - Greenwich | - Illiana Heights - Illinoi - Indian Oaks - Leesville - Lehigh - Litchfield - Log Cabin Camp | - Otto - Puder - River - St. Anne Woods - Saint George - Shadow Lawn - Sherburnville | - Sollitt - Sugar Island - Tallmadge - Whitaker - Wichert - Woodland - Yeager |

1 – teilweise im Ford County

2 – teilweise im Iroquois County

3 – teilweise im Livingston County

## Gliederung
Das Kankakee County ist in 17 Townships eingeteilt:
| Township             | Einwohner (2010) | FIPS     |
| -------------------- | ---------------- | -------- |
| Aroma Township       | 5.157            | 17-02245 |
| Bourbonnais Township | 40.137           | 17-07484 |
| Essex Township       | 1.480            | 17-24465 |
| Ganeer Township      | 3.215            | 17-28456 |
| Kankakee Township    | 27.558           | 17-38947 |
| Limestone Township   | 5.035            | 17-43497 |
| Manteno Township     | 11.185           | 17-46513 |
| Momence Township     | 3.820            | 17-49906 |
| Norton Township      | 978              | 17-54352 |

| Township            | Einwohner (2010) | FIPS     |
| ------------------- | ---------------- | -------- |
| Otto Township       | 2.582            | 17-57017 |
| Pembroke Township   | 2.140            | 17-58538 |
| Pilot Township      | 2.086            | 17-59819 |
| Rockville Township  | 879              | 17-65195 |
| St. Anne Township   | 2.191            | 17-66651 |
| Salina Township     | 1.396            | 17-67262 |
| Sumner Township     | 910              | 17-73690 |
| Yellowhead Township | 2.700            | 17-83856 |
|                     |                  |          |